# Caroline Aigle
Caroline Aigle (Montauban, 12 de setembro de 1974 – 21 de agosto de 2007) foi uma militar francesa. Foi a primeira mulher piloto de caça do Exército do Ar Francês a ser escalada para um esquadrão de combate.

## Biografia

### Infância e estudos
Originária de Bergerac, nasceu em Montauban. Caroline Aigle viajou por uma grande parte de África onde o seu pai era médico do exército antes de entrar, com 14 anos, para o lycée militaire de Saint-Cyr.
Mais tarde vai para a Escola politécnica. Caroline faz o seu serviço militar obrigatório de 1994 a 1995 no 13.º batalhão de caçadores alpinos. Durante os seus estudos na Escola politécnica, decide escolher a Força Aérea. Em setembro de 1997, inicia a sua formação como piloto.

### Piloto de caça
A 28 de maio de 1999 Caroline Aigle torna-se primeira mulher piloto de caça na França.
Em 2000, é colocada na Base aérea 115 de Orange, no esquadrão de caça 2/5 Île-de-France, utilizando um Mirage 2000. Mais tarde passa para o esquadrão de caça 2/2 Côte-d'Or na Base aérea 102 Dijon-Longvic (BA102), e torna-se comandante de esquadrilha a partir de 2005.
Em setembro de 2006, é encarregue da «segurança em voo» do comando das forças aéreas da Base aérea 128 Metz-Frescaty (BA 128) de Metz.

### Desportista
Caroline Aigle foi campeã militar da França de triathlon (1997), campeã do mundo militar de triatlo por equipas (1997) e vice-campeã do mundo militar de triathlon por equipas (1999). Praticava outra de suas paixões: a queda livre e o paraquedismo no geral.
Caroline Aigle estava para ser seleccionada como astronauta pela Agência Espacial Europeia. Mas, doente, a sua última grande participação foi como madrinha do meeting aéreo Airexpo-Toulouse. Morre a 21 de agosto de 2007, com 32 anos, vítima de um cancro (um melanoma) descoberto apenas alguns meses antes.

## Vida privada
Caroline Aigle, casada e mãe de um filho (Marc), toma conhecimento da sua doença quando está grávida do segundo. Indo contra os conselhos médicos em não manter a criança para preservar a sua saúde, ela escolhe, juntamente com o seu marido, manter a criança. Gabriel nasceu assim por cesariana, com cinco meses e meio. Caroline Aigle morre alguns dias mais tarde.